# Коскинен, Микко
Ми́кко Ко́скинен (фин. Mikko Koskinen; род. 18 июля 1988, Вантаа, Финляндия) — финский хоккеист, вратарь швейцарского клуба «Лугано». Воспитанник клуба «Эспоо Блюз». Двукратный серебряный призёр чемпионатов мира в составе сборной Финляндии (2014 и 2016), обладатель Кубка Гагарина 2015, 2017 годов в составе СКА.

## Карьера

### Клубная
Профессиональную карьеру начал в 2003 году в юниорской команде родного «Блюз» до 16 лет. На драфте НХЛ 2009 года был выбран во втором раунде под общим 31-м номером командой «Нью-Йорк Айлендерс», став первым вратарём и первым финским игроком на этом драфте. 13 июля 2009 года «Айлендерс» подписали с ним контракт новичка, рассчитанный на три года. Дебют в НХЛ состоялся 8 февраля 2011 года в матче против «Торонто Мейпл Лифс». Всего сыграл 4 матча в сезоне 2010/11, почти все оставшееся время в североамериканской карьере провёл в «Бриджпорте» в АХЛ.
В ноябре 2011 года вернулся в Финляндию, подписав контракт с клубом «КалПа» из Куопио. Не добившись за два сезона особых успехов, принял решение вернуться в клуб «Эспоо Блюз».
Проведя всего два матча на старте сезона 2013/2014 в финском чемпионате, согласился на переход в КХЛ после предложения новосибирской «Сибири». За время, проведённое в клубе, признавался лучшим голкипером месяца в КХЛ и участвовал в Матче звезд-2014.
В декабре 2014 года был обменян в СКА на вратаря Александра Салака. В этом же сезоне стал обладателем Кубка Гагарина и серебряным призёром чемпионата России, был признан лучшим игроком финальной серии плей-офф, а также лучшим вратарём сезона 2014/15 в КХЛ. В апреле 2016 года СКА продлил соглашение с голкипером на два сезона. В сезоне 2016/17 во второй раз в карьере стал обладателем Кубка Гагарина.
1 мая 2018 года подписал однолетний контракт с клубом НХЛ «Эдмонтон Ойлерз» на 2,5 млн долларов. 21 января 2019 года продлил контракт на три года на 13,5 млн долларов. За четыре сезона сыграл за «Ойлерз» 164 матча и одержал 83 победы. В плей-офф сыграл 7 матчей (1 победа).
В июне 2022 года после окончания контракт с «Ойлерз» перешёл в швейцарский «Лугано», подписав контракт на два года.
В возрасте 35 лет завершил игровую карьеру.

### В сборной
С 2011 года выступает за финскую сборную на этапах Еврохоккейтура.
Серебряный призёр чемпионата мира 2014 года.
На чемпионате мира 2016 года также завоевал серебро в составе финской сборной, стал лучшим вратарём и вошёл в символическую сборную турнира. Был включён в состав национальной команды на Кубок мира-2016, но в матчах участия не принял.

## Достижения
- Серебряный призёр чемпионата мира 2014.
- Серебряный призёр чемпионата мира 2016.
- Чемпион России в составе «СКА» (2016/17).
- Двукратный обладатель Кубка Гагарина в составе «СКА» (2014/15[6], 2016/17).
- Серебряный призёр чемпионата Финляндии в составе «Эспоо Блюз» (2007/08).
- Серебряный призёр чемпионата России в составе «СКА» (2014/15).
- Бронзовый призёр чемпионата России в составе «СКА» (2017/18).